# Copernicia
Copernicia ist eine Pflanzengattung innerhalb der Familie der Palmengewächse (Arecaceae). Die etwa 22 Arten und etwa sieben Hybriden sind in der Neotropis verbreitet; das Zentrum der Artenvielfalt ist Kuba. Von den Blättern einiger Arten wird Wachs gewonnen, so von der Carnaubapalme (Copernicia prunifera) das Carnaubawachs. Andere Arten werden als Zierpflanzen verwendet.

## Beschreibung

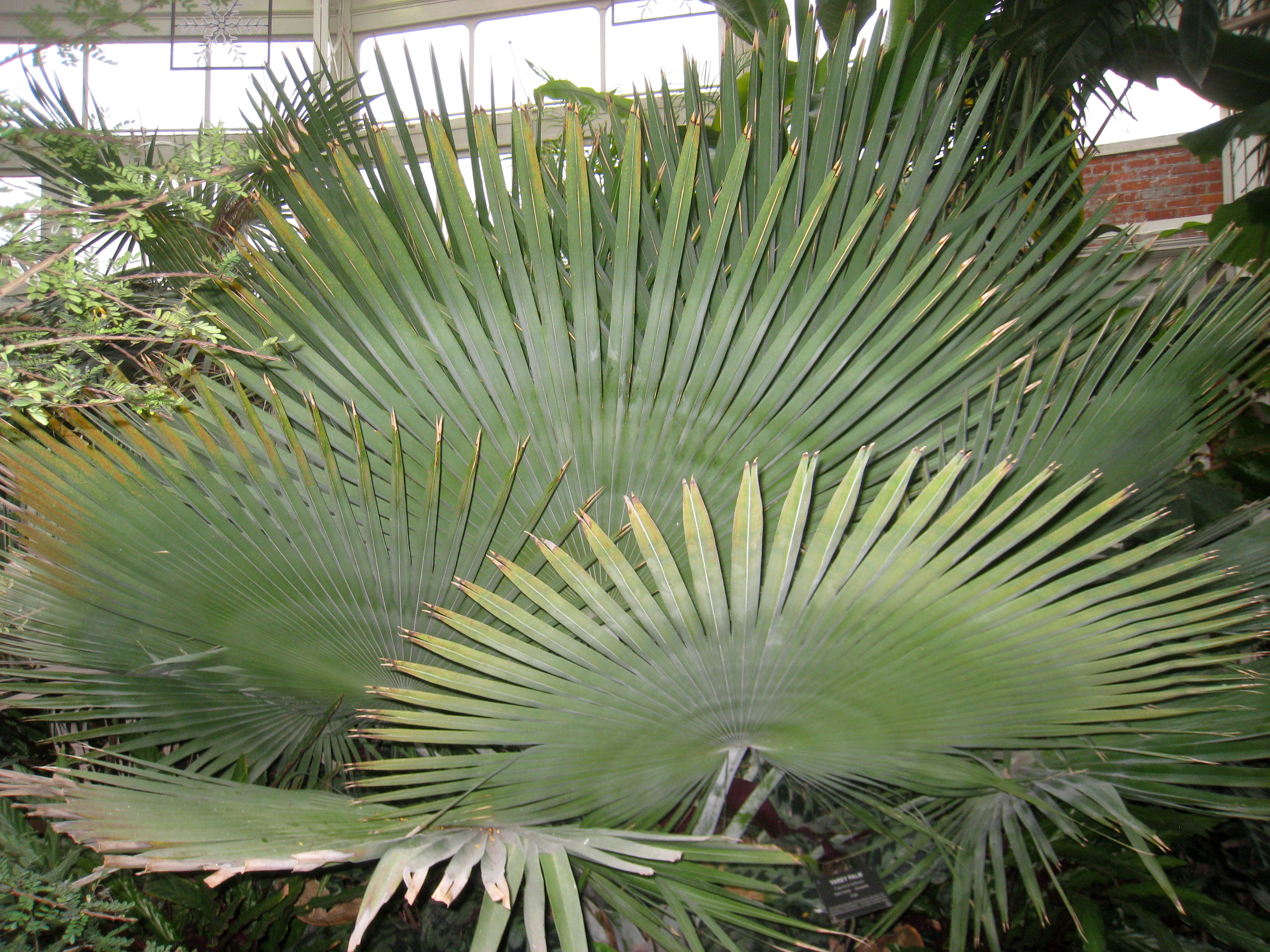
Blätter von Copernicia baileyana

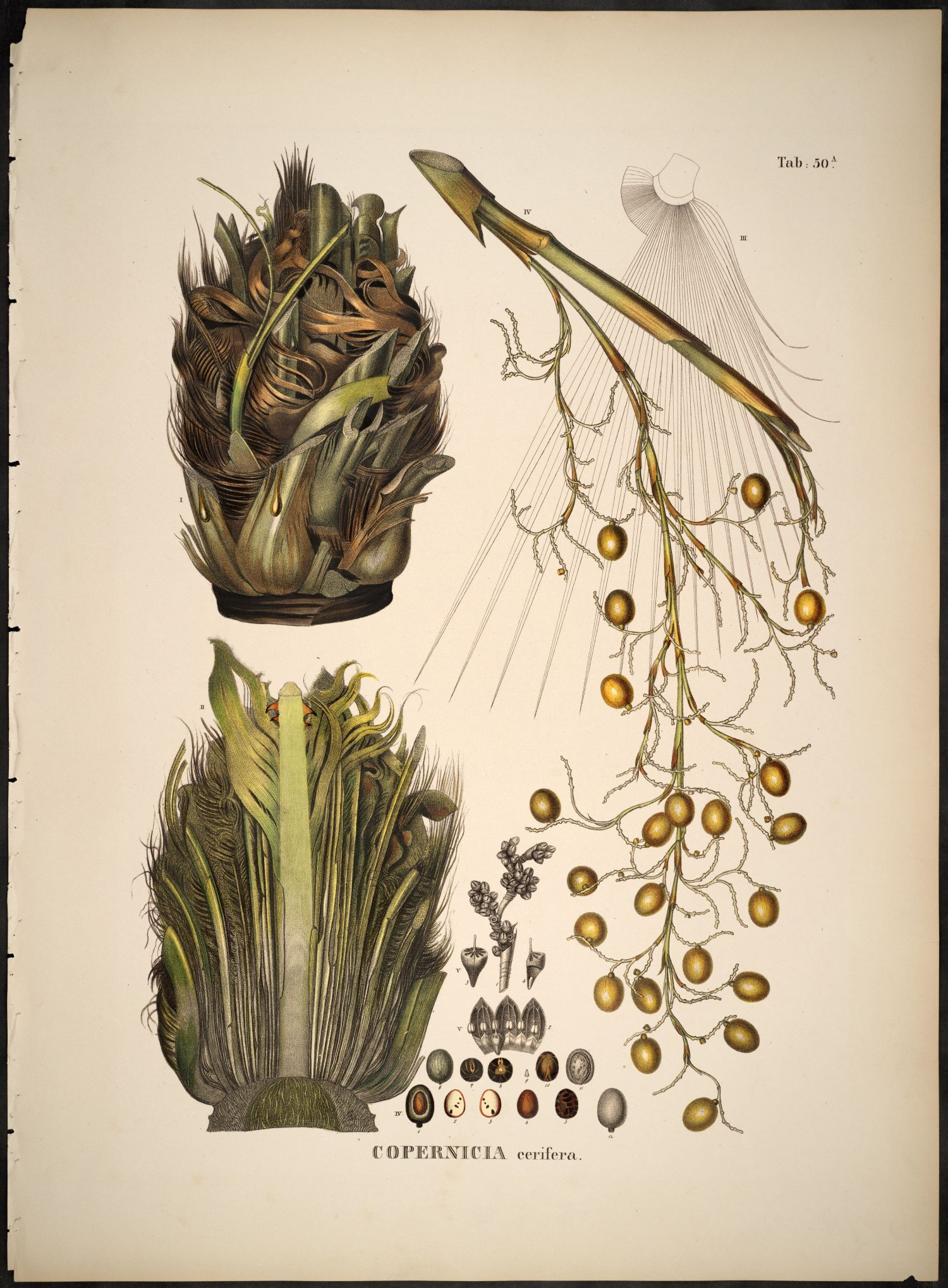
Illustration der Carnaubapalme (Copernicia prunifera)

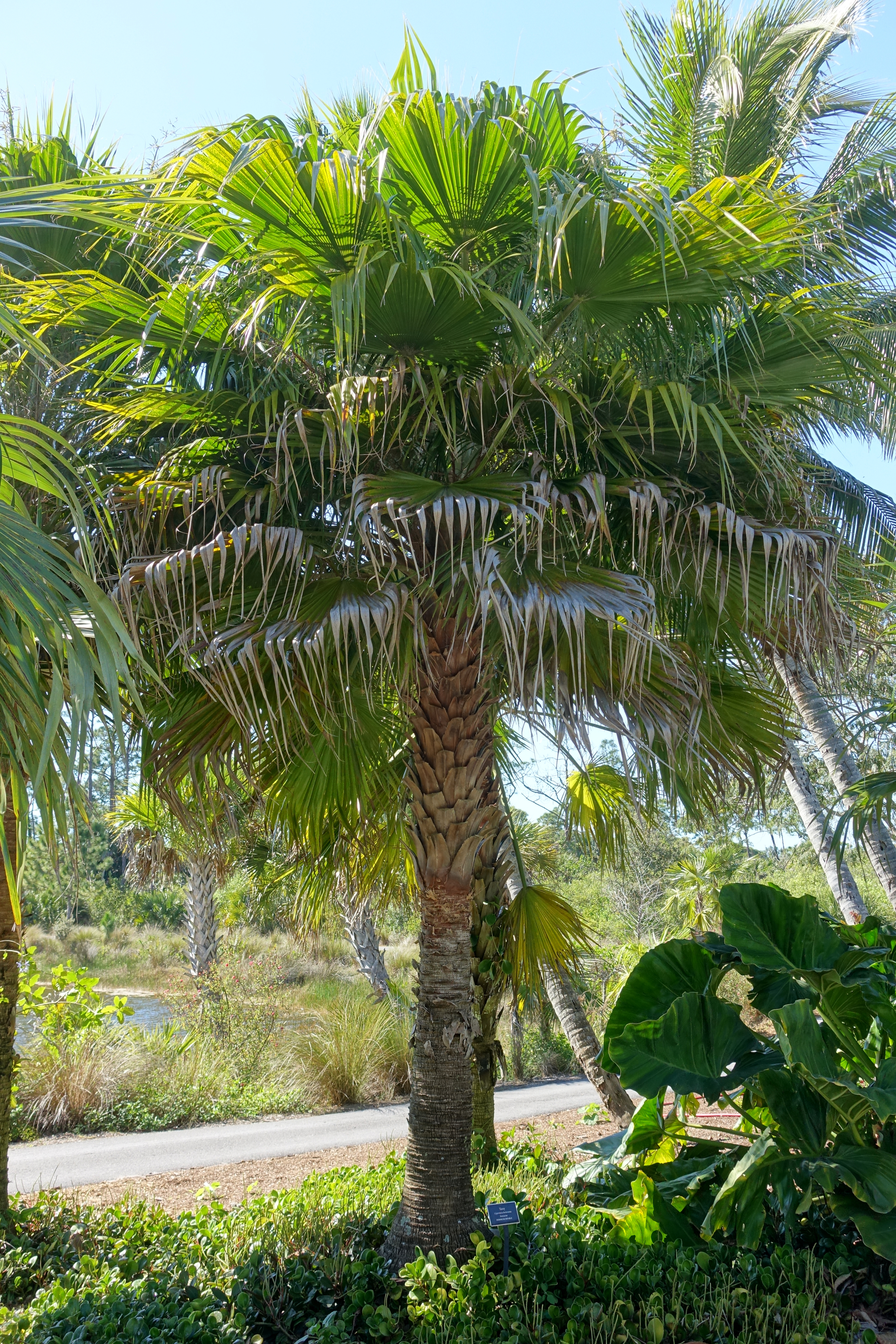
Copernicia berteroana

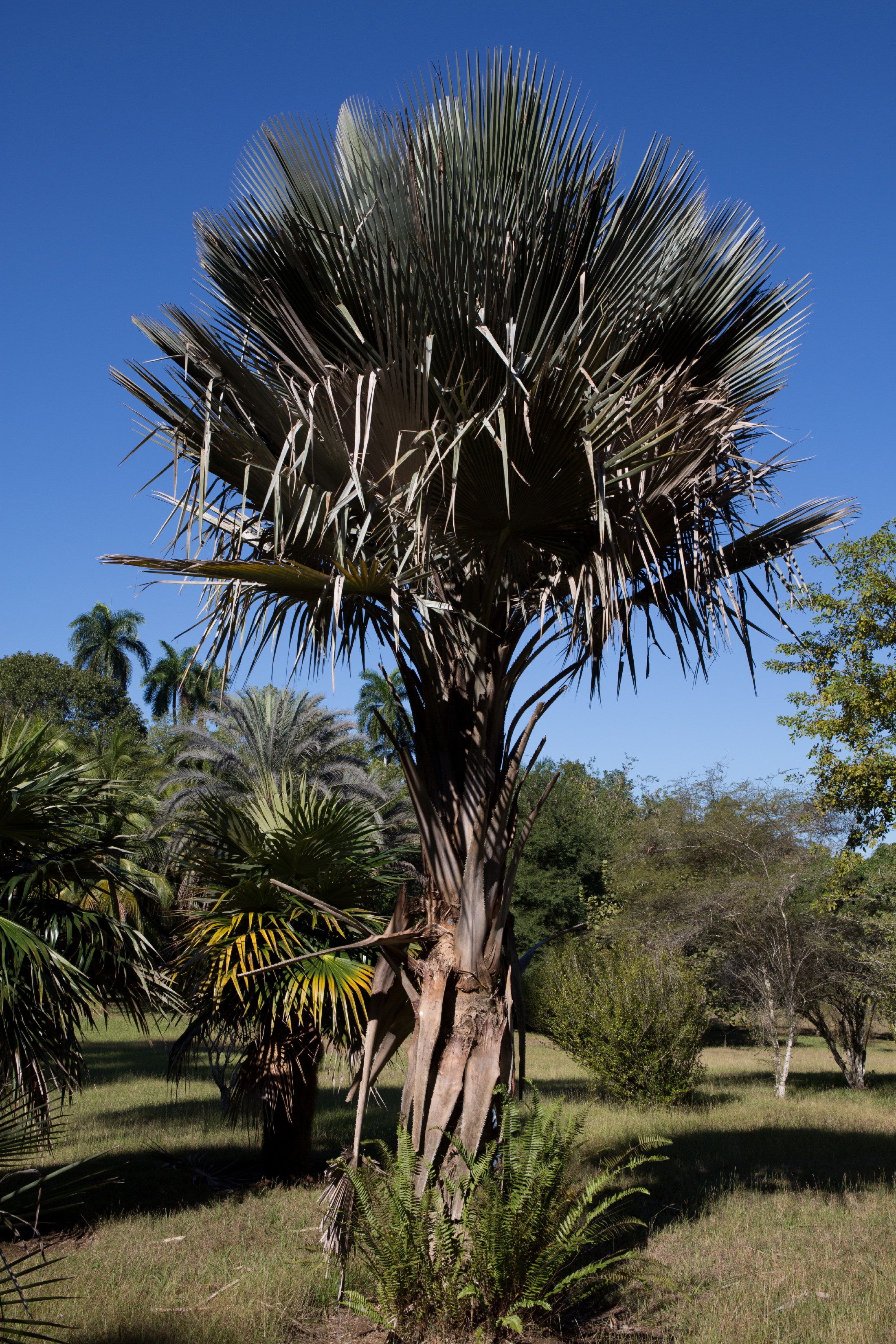
Copernicia curbeloi

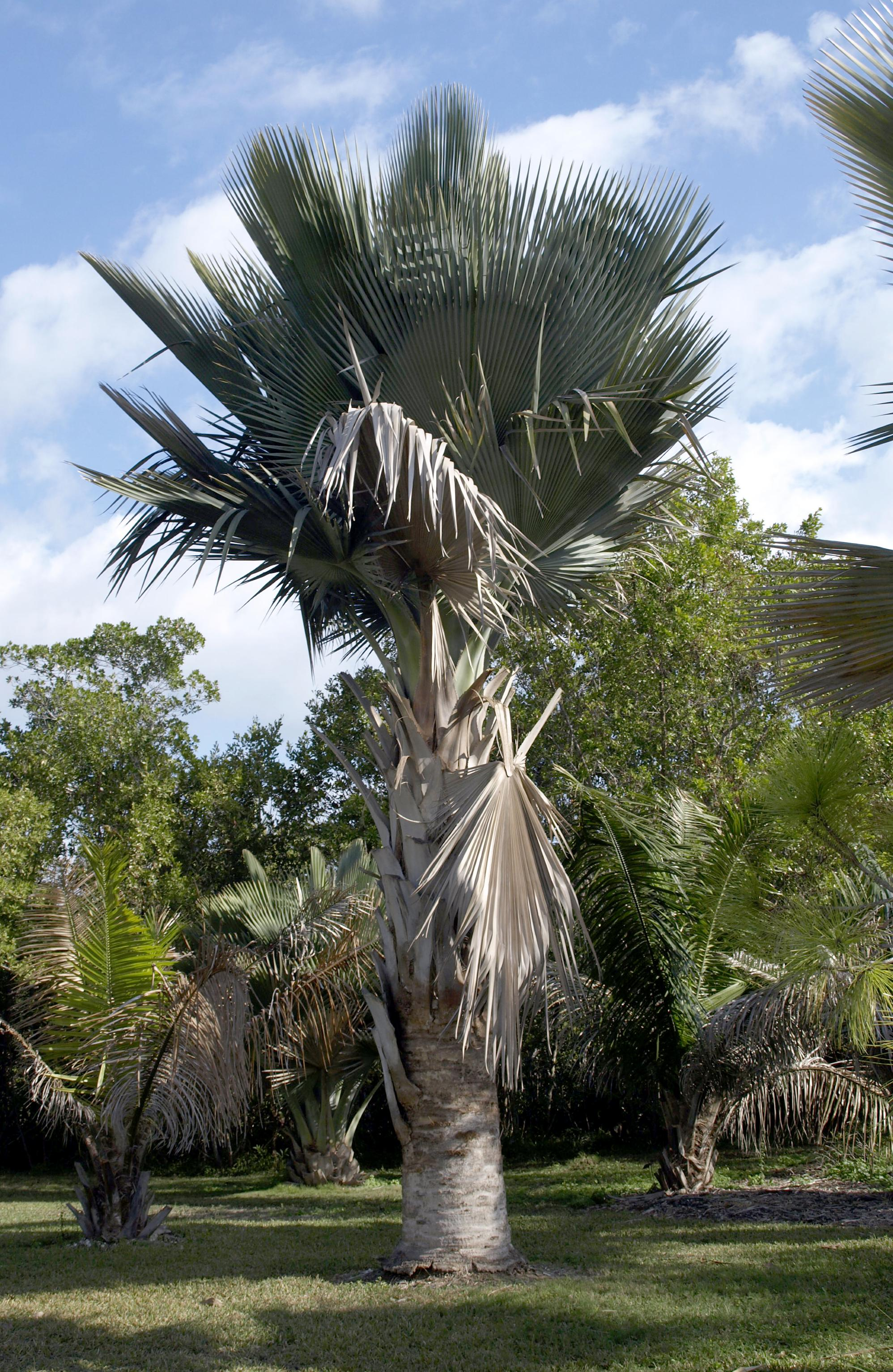
Copernicia fallaensis

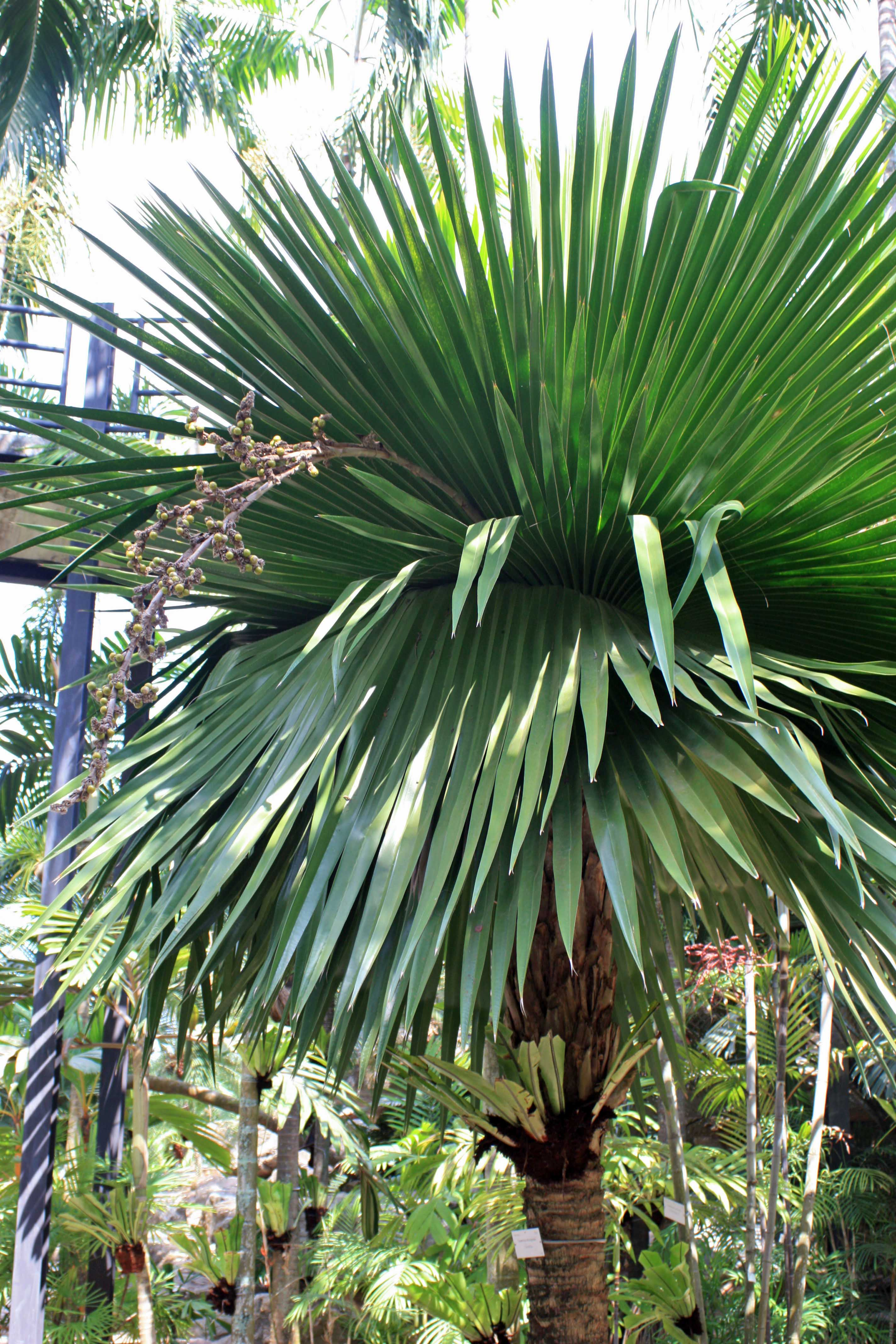
Copernicia macroglossa

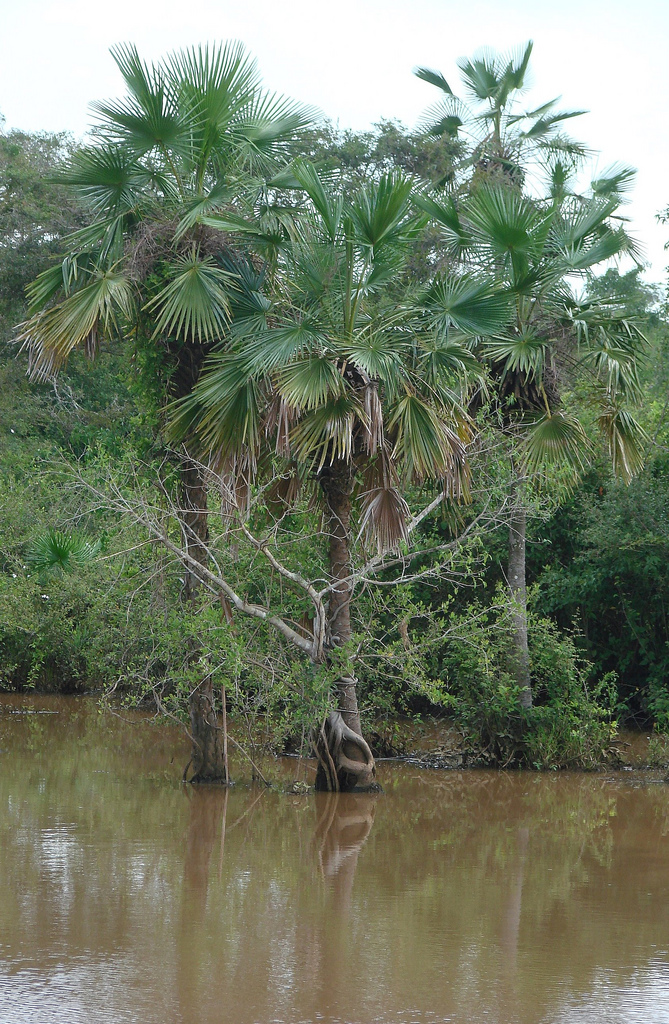
Copernicia tectorum

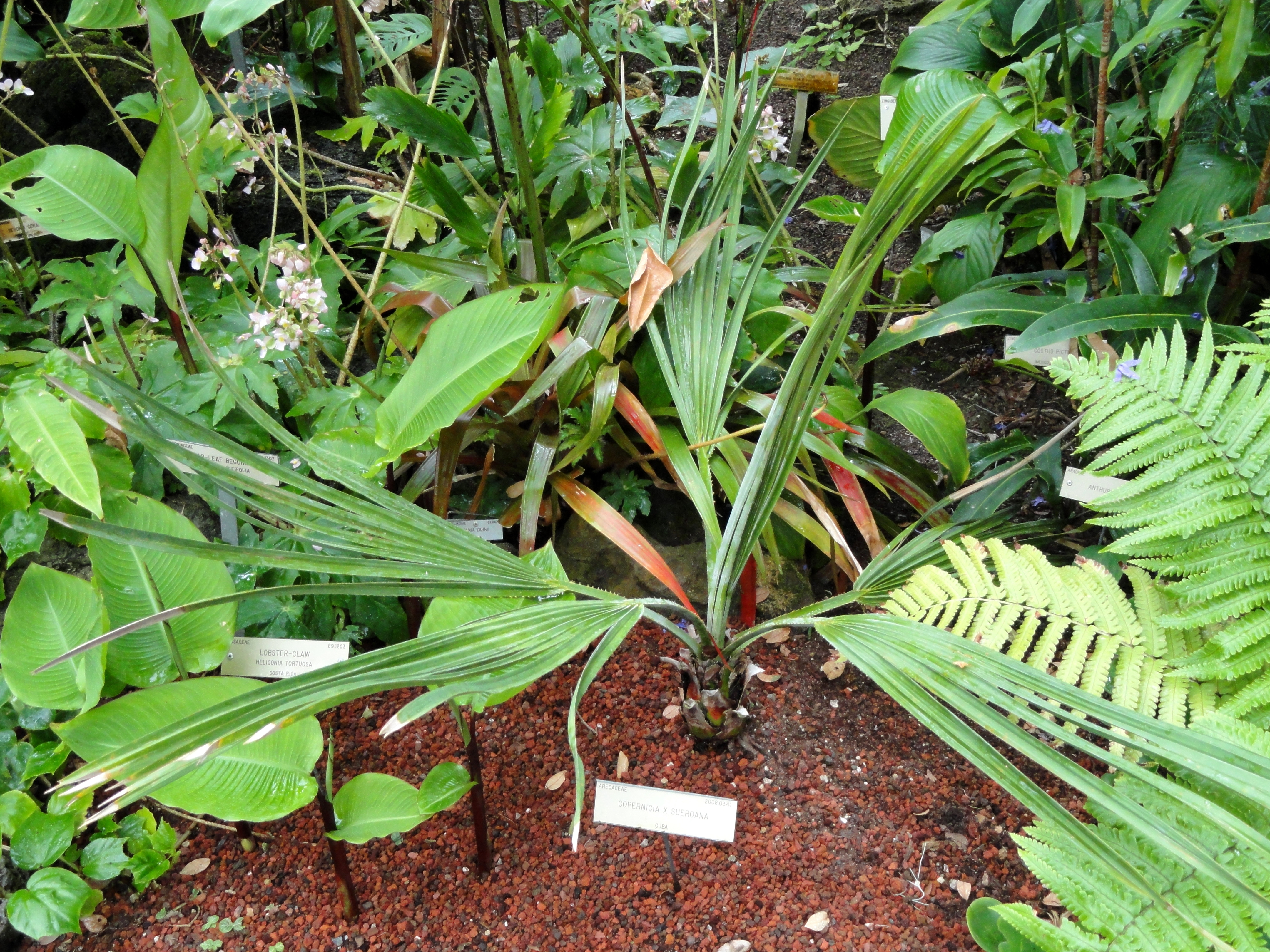
Copernicia ×sueroana

### Erscheinungsbild
Copernicia-Arten sind mittelgroße bis große, meist einzelstämmige Palmen. Sie wachsen langsam und sind bewehrt. Der Stamm ist mit den Blattscheiden der abgestorbenen Blätter teilweise oder ganz bedeckt. 

### Blätter
Die Blätter sind fächerförmig (palmat oder costapalmat) und induplicat (sie reißen entlang der Faltkanten an der adaxialen Seite der Blätter auf). Die Blattscheide ist faserig, der Blattstiel kann fehlen, kurz oder lang sein. Seine Ränder sind mit Zähnen besetzt. Die adaxiale Hastula ist kurz bis sehr lang, lederig, dreieckig, unbewehrt oder stachelig, eine abaxiale Hastula fehlt. Die Blattspreite ist keilförmig bis kreisförmig. Auf einem Viertel bis Drittel der Länge zur Basis ist sie in einfach gefaltete Segmente geteilt. Ihr Rand ist häufig stachelig. Sie sind steif, dick, die Rippen sind dicht behaart. 

### Blütenstände
Copernicia-Arten sind mehrmals blühend. Die Blütenstände stehen zwischen den Blättern (intrafoliar) und reichen häufig über die Blätter hinaus. Sie sind häufig dicht behaart und bis zu sechsfach verzweigt. Der Blütenstandsstiel ist lang, schmal und im Querschnitt elliptisch. Das Vorblatt ist röhrig. Es gibt null bis ein Hochblatt am Blütenstandsstiel, das scheinbar zweiflügelig ist und an der Spitze gespalten. Die Blütenstandsachse ist gleich lang wie oder länger als der Stiel. Die Hochblätter an der Blütenstandsachse sind röhrig, mit eng anliegender Scheide. An jedem Seitenzweig erster Ordnung steht ein Vorblatt, die folgenden Hochblätter sind röhrig mit eng anliegender Scheide und an der Spitze gespalten. Sie werden nach außen zu kleiner und fehlen an den Rachillae, können aber auch dort vorhanden sein. Die Rachillae (blütentragende Achsen) sind kurz bis mittellang, gedrungen bis schlank, häufig zurückgekrümmt. An ihnen sitzen spiralig angeordnet häutige Hochblätter, von denen jede eine einzelne Blüte oder zwei bis vier Blüten trägt. Die Gruppe und jede einzelne Blüte werden von einem Hochblatt getragen. 

### Blüten
Die Blüten sind zwittrig. Ihre Kelchblätter sind zu einem dreilappigen Becher mit dicker Basis verwachsen, die Lappen sind meist spitz. Die Krone ist meist im unteren Teil röhrig, oben mit drei valvaten Lappen, die an der Innenseite deutliche Taschen und Furchen aufweisen. Die sechs Staubblätter sind mit ihren Staubfäden zu einem Becher verbunden, der am Mund der Kronröhre steht. Die freien Filamentlappen sind zu schmalen Enden verschmälert. Die Antheren sind meist klein, oval oder länglich, dorsifix und latrors. Die drei Fruchtblätter sind an der Basis frei. Die Griffel sind unten breit, sich verschmälernd und verwachsen. Die Narbe ist punktförmig. Die Samenanlagen stehen aufrecht, basal und sind anatrop. Der Pollen ist ellipsoidisch und leicht bis deutlich asymmetrisch. Die Keimöffnung ist ein distaler Sulcus. Die längste Achse misst 24 bis 38 Mikrometer. 

### Früchte und Samen
Die Früchte sind eiförmig oder kugelig. Meist entwickelt sich die Frucht nur aus einem der drei Fruchtblätter. Das Exokarp ist glatt, das Mesokarp etwas fleischig mit Fasern, das Endokarp ist mäßig dick und krustenartig. Der Samen ist eiförmig bis kugelig, sitzt basal und hat eine große, ovale basale Narbe (Hilum). Das Endosperm ist tief gefurcht (ruminat). Der Embryo steht subbasal. 

### Chromosomensatz
Die Chromosomenzahl beträgt 2n = 36.

## Standorte
Die karibischen Arten wachsen in Savannen und offenen Wäldern der Tiefebenen an eher trockenen Standorten. Die südamerikanischen Arten bilden natürliche Reinbestände. 

## Systematik und Verbreitung
Der Name Copernicia wurde von Carl Friedrich Philipp von Martius zuerst (in Historia Naturalis Palmarum, 2, 1824, S. 56) genannt, aber erst 1837 bei Stephan Friedrich Ladislaus Endlicher: Genera Plantarum Genera plantarum secundum ordines naturales disposita (Endlicher), Seite 253 als gültiger Gattungsname verwendet. Der Gattungsname Copernicia ehrt den Astronomen Nikolaus Kopernikus. Synonyme für Copernicia Mart. ex Endl. sind: Arrudaria Macedo, Coryphomia Rojas Acosta.
Die Gattung Copernicia Mart. ex Endl. gehört zur Tribus Trachycarpeae in der Unterfamilie Coryphoideae innerhalb der Familie Arecaceae. Innerhalb der Tribus Trachycarpeae kann sie jedoch keiner Subtribus zugeordnet werden. Die Monophylie der Gattung wurde noch nicht untersucht.
Von den etwa 22 Copernicia-Arten kommen drei (Copernicia alba, Copernicia prunifera, Copernicia tectorum) im tropischen Südamerika, zwei auf Hispaniola (Copernicia berteroana, Copernicia ekmanii) und die übrigen auf Kuba vor.
In der Gattung Copernicia gibt es etwa 22 Arten:
- Copernicia alba Morong: Die Heimat ist Bolivien, Brasilien, Paraguay und Argentinien.
- Copernicia baileyana León: Sie kommt im zentralen Kuba häufig vor und ihr Areal reicht auch bis Ostkuba.
- Copernicia berteroana Becc.: Dieser Endemit kommt nur in der Dominikanischen Republik.[4]
- Copernicia brittonorum León: Sie gedeiht hauptsächlich an der Südküste Zentralkubas nahe der Stadt Cienfuegos und auch auf einigen Inseln in der Bucht von Cienfuegos; sie kommt wohl auch im westlichsten Teil Kubas vor.[4]
- Copernicia cowellii Britton & P.Wilson: Dieser Endemit kommt nur in der kubanischen Provinz Camagüey auf Böden über Serpentingestein vor.[4]
- Copernicia curbeloi León: Sie kommt vom zentralen bis ins östliche Kuba vor.[4]
- Copernicia curtissii Becc.: Sie kommt von Zentral- bis Westkuba und auf der Isla de la Juventud vor.[4]
- Copernicia ekmanii Burret: Dieser Endemit kommt nur im nördliche Haiti vor.[4]
- Copernicia fallaensis León: Diese gefährdete Art ist nur noch von einem Fundort nahe Falla in einem Savannengebiet im zentralen Kuba bekannt; sie war früher weiter verbreitet.[4]
- Copernicia gigas Ekman ex Burret: Sie gedeiht hauptsächlich mit vielen Exemplaren nahe der Küstensümpfe und Mangroven von Zentral- bis Ostkuba.[4]
- Copernicia glabrescens H.Wendl. ex Becc.: Von den zwei Varietäten gedeiht eine nur über Serpentingestein in Zentralkuba und die andere kommt von Zentral bis Westkuba vor.[4]
- Copernicia hospita Mart.: Sie kommt in Zentralkuba häufig vor.[4]
- Copernicia humicola León: Sie wurde seit den frühen 1960er Jahren nicht mehr gefunden und ist wohl ausgestorben. Sie ist nur vom Typusfundort in Niquero am östlichsten Ende Kubas bekannt.[4]
- Copernicia longiglossa León: Es ist wohl eine Hybride im östlichen Kuba.[4]
- Copernicia macroglossa Schaedtler: Sie kommt vom nordwestlichen bis ins zentrale Kuba vor.[4]
- Copernicia molinetii León: Sie wurde nur einmal 1931 gesammelt und ist seither nicht mehr gefunden worden. Das kann daran liegen, dass dieser Fundort an der Südküste Zentralkubas schwer zugänglich ist. Es könnte sich um eine Hybride handeln.[4]
- Copernicia oxycalyx Burret: Sie kommt von Zentral- bis Ostkuba vor. Es wird vermutet, dass es eine Hybride ist.[4]
- Carnaubapalme (Copernicia prunifera (Mill.) H.E.Moore): Die Heimat ist das nordöstliche Brasilien; sie liefert das Carnaubawachs.
- Copernicia rigida Britton & P.Wilson: Sie kommt vom zentralen bis ins östliche Kuba vor.[4]
- Copernicia roigii León: Sie kommt an isolierten Fundorten in Zentral- und Ostkuba vor.[4]
- Copernicia tectorum (Kunth) Mart.: Die Heimat ist Kolumbien bis Venezuela.
- Copernicia yarey Burret: Die zwei Varietäten kommen hauptsächlich in Ostkuba vor, aber sie wird auch weiter westlich bis zu den nördlichen Cayos (Inseln) vor Zentralkubas Küste gefunden werden.[4]

In Kuba gibt es einige Hybriden, vorerst werden sieben angegeben, doch vermutet man von mehreren noch als Arten akzeptierten Taxa, dass es auch Hybriden sind:
- Copernicia ×burretiana León = Copernicia hospita × Copernicia macroglossa
- Copernicia ×dahlgreniana Verdecia = Copernicia cowellii × Copernicia macroglossa
- Copernicia ×occidentalis León = Copernicia brittonorum × Copernicia hospita
- Copernicia ×shaferi Dahlgren & Glassman = Copernicia cowellii × Copernicia hospita
- Copernicia ×sueroana León = Copernicia hospita × Copernicia rigida
- Copernicia ×textilis León = Copernicia baileyana × Copernicia hospita
- Copernicia ×vespertilionum León = Copernicia gigas × Copernicia rigida

## Nutzung
Die Carnaubapalme ist wirtschaftlich bedeutend als Lieferant des Carnaubawachses. Alle Arten werden mehr oder weniger stark genutzt: ihre Blätter liefern Material zum Dachdecken, die Stämme werden als Baumaterial verwendet, die Fasern werden zu Pinseln und Seilen verarbeitet. Die aus Stämmen und Früchten gewonnene Stärke ist essbar. Sämlinge werden als Tierfutter genutzt.

## Belege
- John Dransfield, Natalie W. Uhl, Conny B. Asmussen, William J. Baker, Madeline M. Harley, Carl E. Lewis: Genera Palmarum. The Evolution and Classification of Palms. Zweite Auflage, Royal Botanic Gardens, Kew 2008, ISBN 978-1-84246-182-2, S. 281 f.
- B. E. Dahlgren, S. F. Glassman: A Revision of the Genus Copernicia 2. West Indian Species. In: Gentes Herbarum, Volume 9, Issue 2, 1963, S. 43–232.